# Chiesa di San Bartolomeo Apostolo (Branzi)
La chiesa di San Bartolomeo Apostolo è la parrocchiale di Branzi, in provincia e diocesi di Bergamo; fa parte del vicariato di Branzi-Santa Brigida-San Martino oltre la Goggia.

## Storia
Sembra che Branzi era parrocchia autonoma già nel XVI secolo, come lascia intendere un documento del 1537 in cui si richiedeva che la chiesa potesse avere un presbiter a cura delle proprio anime al vescovo di Bergamo Pietro Lippomano.
Dalla relazione della visita pastorale del 1575 dell'arcivescovo di Milano san Carlo Borromeo, si apprende che questa chiesa era compresa nella pieve foraniale di Piazza Brembana, che i fedeli erano 500 e che la parrocchia disponeva di un beneficio di 250 lire circa.

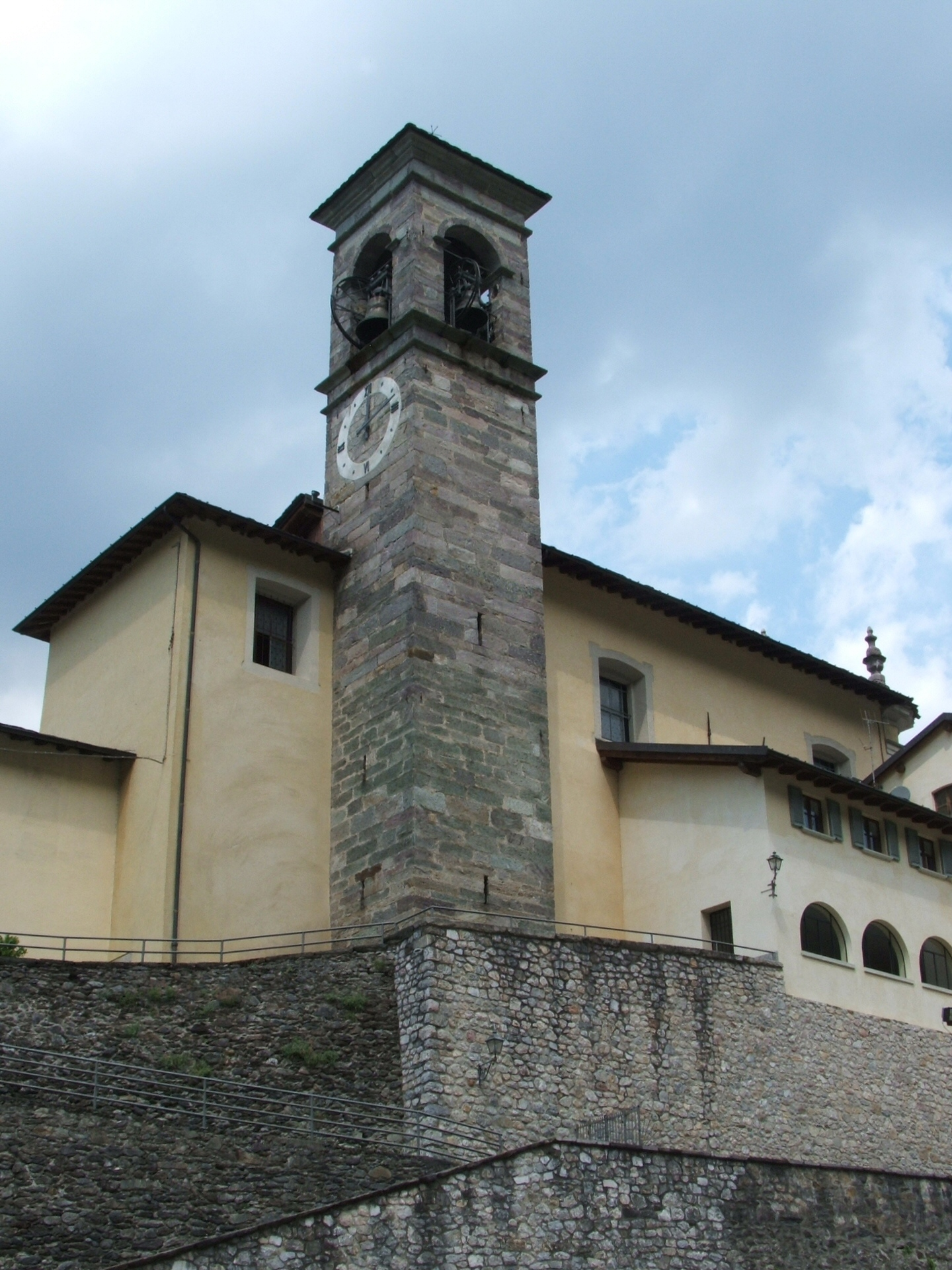
Il campanile

 La chiesa fu ristrutturata nel 1613. Nell'elenco delle chiese della diocesi di Bergamo stilato nel 1666 dal cancelliere Marenzi si legge che la chiesa di Branzi faceva parte della vicaria di San Martino oltre la Goggia, che aveva come filiali gli oratori di San Rocco nell'omonimo borgo di Santa Maria della Neve in frazione Guardata.
Il 3 novembre 1688 il vescovo Daniele Giustiniani istituì la vicaria di Branzi, ponendole a capo la parrocchiale del paese e assegnarle anche le parrocchie di Carona, Fondra, Trabucchello e Foppolo e Vallele.
Nel 1729 venne demolita l'antica chiesa e iniziarono i lavori di costruzione di una nuova, ultimata nel 1731 e consacrata il 4 luglio 1737 dal vescovo Antonio Redetti. Nel 1851 il vicariato di Branzi fu abolito e le parrocchie che lo costituivano tornarono a quello di San Martino oltre la Goggia, salvo poi essere ricostituito il 12 ottobre 1905. Nel 1956 venne restaurato l'organo, che era stato costruito dalla ditta Bossi.
Nel 1965 le decorazioni interne dell'edificio subirono un intervento di ristrutturazione. Il 28 giugno 1971 la vicaria di Branzi fu nuovamente soppressa e la chiesa venne aggregata alla neo-costituita zona pastorale IV, per poi passare il 27 maggio 1979 al vicariato di Branzi-Santa Brigida-San Martino oltre la Goggia.
Nel 1997 fu rifatto il tetto della parrocchiale.